# Rudy Nivore
Rudy Nivore, né le 5 mai 1989, est un handballeur français évoluant au poste de pivot. Il joue pour l'AS Monaco depuis 2017.

## Biographie

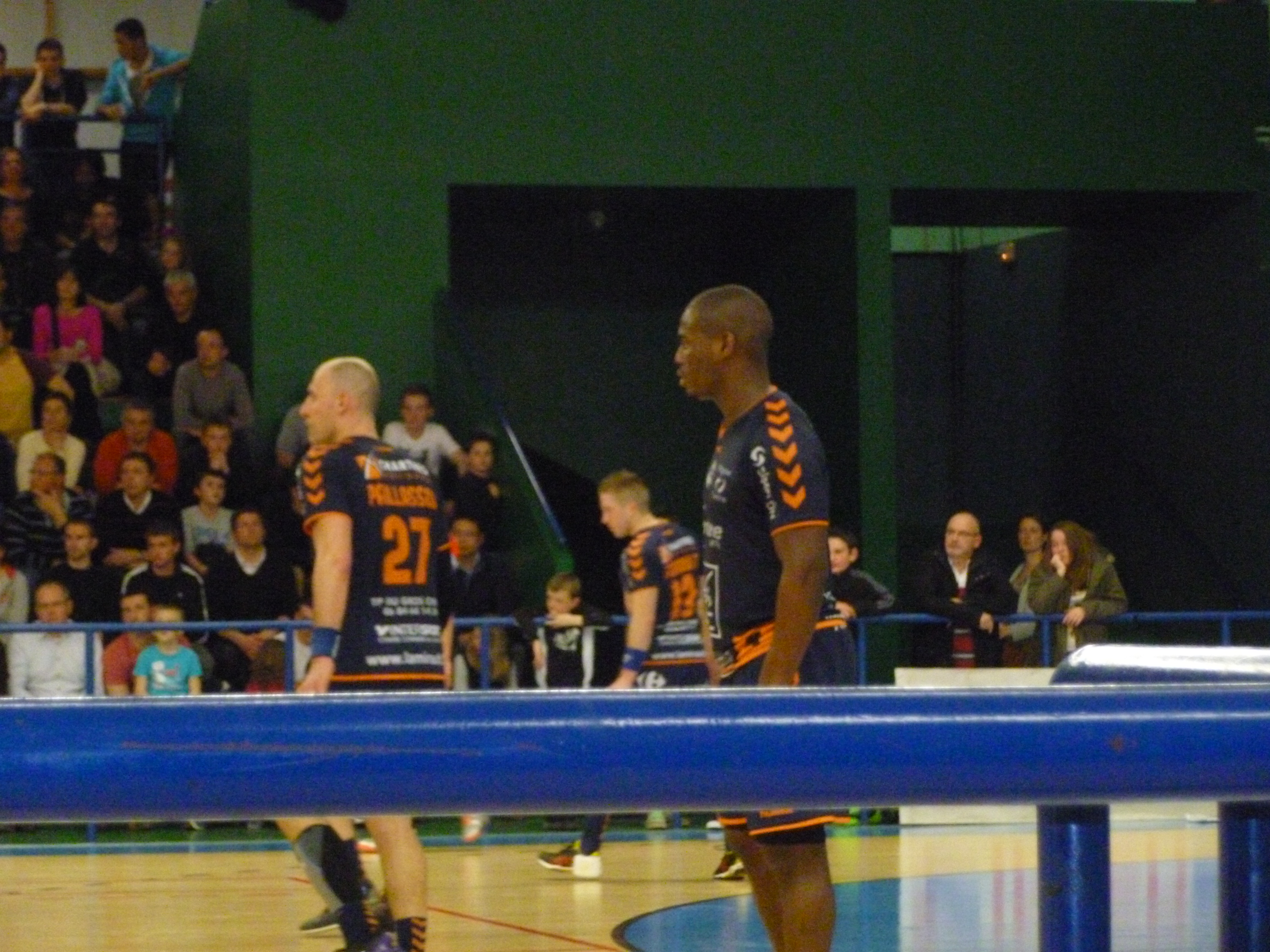
Nivore avec Emeric Paillasson sous les couleurs de Chartres en mars 2014.

Rudy Nivore est martiniquais et formé au Paris Handball suivant les traces de son prédécesseur Cédric Sorhaindo. Il signe professionnel en 2010. Lors de la reprise du Paris Handball en 2013 et après avoir été l'un des artisans du maintien lors de la saison 2011-2012, l'arrivée de Philippe Gardent comme entraîneur du nouveau PSG handball voit Nivore être « mis sur la touche ». Il évolue tous les week-ends en Nationale 3, 5e division nationale. Ce pivot au gabarit taillé pour l’élite (1,93 cm pour 105 kg) est frustré, mais prend cette situation comme une étape de sa carrière : « Autant en début de saison, j’étais frustré, autant à présent je prends cette situation du bon côté. Je côtoie des joueurs qui font partie des meilleurs à leur poste, donc j’apprends au quotidien, et j’écoute un maximum leurs conseils ». Barré par Robert Gunnarsson, Nivore ne joue que 4 matchs en LNH et passe le reste de la saison avec l’équipe réserve.
Rudy Nivore patiente tout au long de la saison mais ne voit rien venir. En D1, Philippe Gardent ne lui donne qu'à quatre reprises, l'occasion de figurer sur une feuille de match, toujours pour de courtes apparitions. Le reste du temps, le jeune pivot au talent prometteur accompagne la réserve parisienne en Nationale 3. Loin des paillettes de Coubertin et du PSG version qatarie, Rudy Nivore dispute vingt matches à ce niveau et inscrit 69 buts dans une équipe où figuraient également Samuel Clémentia et Mathias Ortega et par intermittence Rok Praznik, Saïd Ouksir et Jeffrey M'Tima. Le Martiniquais encaisse sans rechigner, lui qui depuis 2008 participe activement à tous les épisodes de l'aventure parisienne : de la descente en Pro D2 en 2009 à la remontée et aux saisons galères avec un maintien assuré lors des ultimes journées. A Chartres, où il signe pour deux ans, il découvre un nouvel entraîneur en la personne de Pascal Mahé et arrive au sein d'un effectif qui continue à se renforcer pour viser l'accession parmi l'élite. Il est le premier des joueurs pros de la réserve du Paris Saint-Germain Handball à trouver une nouvelle terre d'accueil. Le pivot, âgé alors de 24 ans, signe un contrat de deux saisons en faveur du Chartres Métropole Handball 28.
Blessé en début de préparation, Rudy Nivore ne fait ses débuts avec Chartres que début octobre.
Après avoir passé une année en Nationale 1 à Nanterre il signe au Caen Handball, promu en Proligue où il ne restera qu'un an.

## Palmarès
- Championnat de France (1)
  - Champion en 2013[5]

- Coupe de France
  - Finaliste en 2008 et 2013

- Championnat de France D2 (1)
  - Champion en 2010

## Statistiques
| Saison      | Club            | Div. | Matchs | Buts / tirs   | Pertes balle | Avert.  | 2 min   |
| ----------- | --------------- | ---- | ------ | ------------- | ------------ | ------- | ------- |
| 2007 / 2008 | Paris Handball  | LNH  | 1      | 1 / 1         | 0            | 0       | 1       |
| 2008 / 2009 | Paris Handball  | LNH  | 5      | 2 / 2         | 0            | 1       | 4       |
| 2009 / 2010 | Paris Handball  | D2   |        |               |              |         |         |
| 2010 / 2011 | Paris Handball  | LNH  | 26     | 43 / 47       | 15           | 10      | 24      |
| 2011 / 2012 | Paris Handball  | LNH  | 25     | 41 / 63       | 5            | 10      | 14      |
| 2012 / 2013 | Paris Handball  | LNH  | 4      | 0 / 2         | 1            | 0       | 0       |
| -           | sous-total moy. | -    | 61     | 87 / 115 1,43 | 21 0,34      | 21 0,34 | 43 0,70 |
| 2013-2014   | Chartres        | D2   | ...    | ...           | ...          | ...     | ...     |
| 2014-2015   | Chartres        | D2   | ...    | ...           | ...          | ...     | ...     |
| 2015 / 2016 | Nanterre        | N1   | ...    | ...           | ...          | ...     | ...     |
| 2016 / 2017 | Caen Handball   | D2   | 16     | 11 / 16       | 3            | 7       | 2       |